# Civrac-de-Blaye
Civrac-de-Blaye is een gemeente in het Franse departement Gironde (regio Nouvelle-Aquitaine) en telt 668 inwoners (1999). De plaats maakt deel uit van het arrondissement Blaye.

## Geografie
De oppervlakte van Civrac-de-Blaye bedraagt 13,1 km², de bevolkingsdichtheid is 51,0 inwoners per km².
De onderstaande kaart toont de ligging van Civrac-de-Blaye met de belangrijkste infrastructuur en aangrenzende gemeenten.

## Demografie
Onderstaande figuur toont het verloop van het inwonertal (bron: INSEE-tellingen).